# 時間的B理論
時間的B理論（英語：B-theory of time）是兩個時間的理論立場中的其中一個立場的名稱。相對於表示時間能在一條有序路線上運行之時間的A理論，B理論者論證時間的流動是錯覺，過去、現在以及未來是同樣實在的，且時間是無時態的。這將意味著時間的改變並非一個客觀實在特徵。
B理論常被描繪成是根據於理論物理學的，例如B理論中的永恆論。

## 沿革
A理論與B理論的名稱，來自劍橋大學哲學家J. M. E. McTaggart在《時間的不實在性》（1908年）中對時間及轉變的分析，而當中事件可以由具有時態的A理論及沒有時態的B理論去定序。A理論與現在論緊密相關，而B理論與永恒論緊密相關。
McTaggart觀察到，事件（或「時間」）可以用2種不同但相關的方法去賦予意義。一方面，它們可以用過去、現在、及未來去賦予意義，而一般在不少自然語言中（如英語）中會以時態代表；另一方面，事件可以以「早於」、「同時」或「更遲」去表達。哲學家便從此辯論使用或不使用時態去形容事件才符合時間的本質。有些哲學家更提出混合的理論，主張非時態的時間，但表示時間有一些特別的特質，as falling foul of McTaggart's paradox.。
A理論與B理論之爭，是一個可追溯至古希臘時代赫拉克利特與巴门尼德本體論爭議的相關延續。巴门尼德認為真實世界是永恒的，是不變的；與此相反，赫拉克利特相信世界是一個不斷改變、有通量及衰減的過程。真實世界對於赫拉克利特來說，是動態和短暫的。而且按赫拉克利特所想，真實世界是如此的轉瞬即逝，以致這是不可能「踏進同一條河兩次」。劃分時間的A理論及B理論的形上學問題，涉及過去的真實及未來的真實，以及現在的本體論狀態。

## B理論的形上學
A理論與B理論的分別，經常被描述為一個關於時間的推移或者「漸變」的爭議。B理論家認為，這種推移的認知純粹是心理上的。許多A理論家認為，B理論家否定時間的推移，正正是否定了時間最重要和最顯著的特徵。而將A理論的觀點劃分為相信時間的推移，是十分常見（縱使並非完全普及）的看法。
B理論家諸如D.H. Mellor與J.J.C. Smart想要以非時態的事件定序去消除所有有關過去現在未來之爭辯，其相信過去、現在及未來同樣真實，反對那種表示它們是時間不可化約基礎的看法。B理論還認為，過去、現在與未來在認知與反映上有十分不同的特性。例如，我們回憶過去，預測未來，而不是相反。B理論家認為，事實上，我們對於未來之解之少，只反映了過去與未來於認識論上的區別：未來並不比過去少了一分真實，我們只是對未來的了解比較少而矣。

## B理論在理論物理學

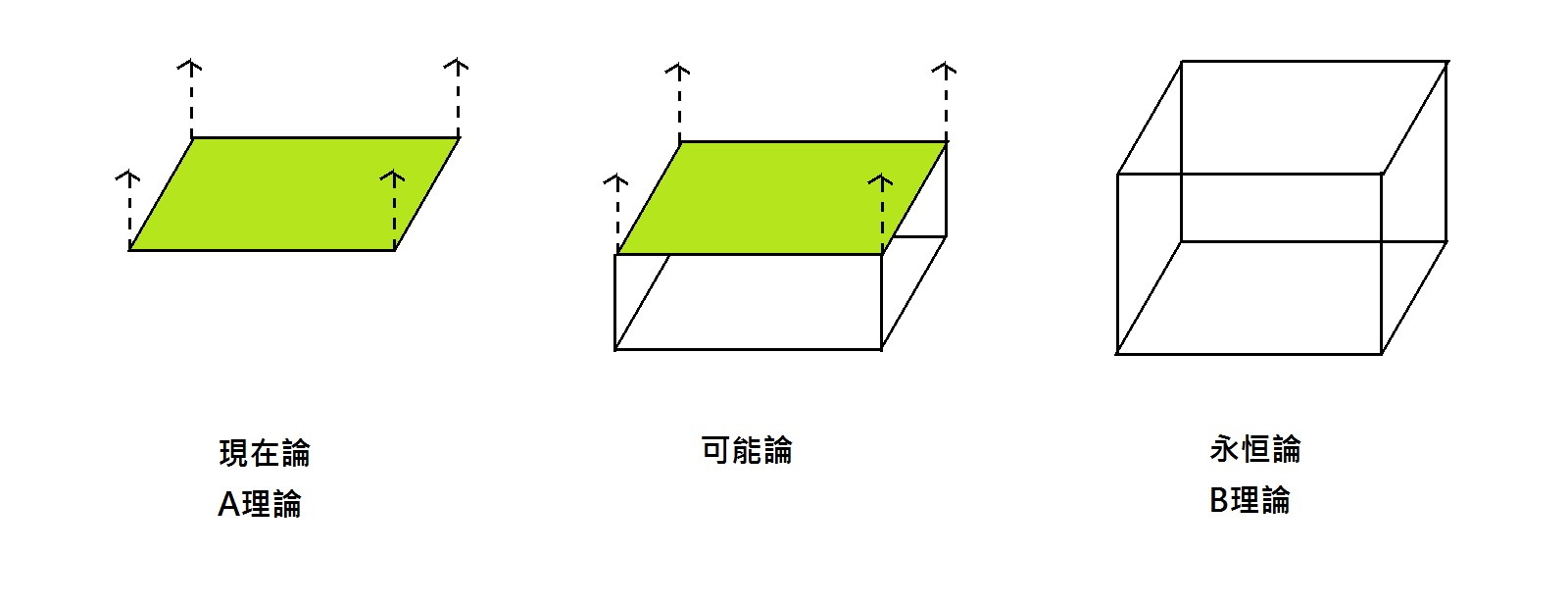
A理論與B理論。A理論中，只有現在存在；可能論中，過去存在；B理論中，過去與未來皆存在。

時間的B理論在物理學界中獲得了支持。這很可能是由於它與物理學的兼容性，而且很多理論諸如相對論、巨額外維度及膜宇宙學皆指向一個與B理論相似的時間理論。
在狹義相對論中，相對同時顯示獨一的現在並不存在，而宇宙中每一點也可以有不同的事件正在處於它們的現在時刻。許多違反直覺、但現在已經證實的狹義相對論預測，例如長度收縮和時間膨脹，也是這樣的結果。相對同時意味著永恒論（也因此推出時間的B理論），而當中不同觀察者的現在時刻，只是一個4維宇宙中的時間切片。This is demonstrated in the Rietdijk–Putnam argument and additionally in an advanced form of this argument called the Andromeda paradox, created by mathematical physicist Roger Penrose.
因此，B理論家通常（儘管不是完全普及）會被看作4維主義者，也就是相信物件同時在時間及空間中伸延，也就是同時擁有時間部份與空間部份。這稱為時間切片本體論。